# Alexandru Cumpătă
Alexandru Cumpătă (n. 13 februarie 1922, Sulița, Botoșani, România – d. 31 martie 2000, București, România) a fost un pictor român.
A absolvit în 1954 Institutul de Arte Plastice „Nicolae Grigorescu“ din București, unde a studiat cu Camil Ressu și Nicolae Dărăscu.
A avut șapte expoziții personale (1959, 1967, 1971, 1975, 1979,
1982, 1986), toate în București.
În 1967 a participat la o expoziție internațională la Geneva.
În 1973 a primit ordinul Meritul cultural.